# Frasco de Dewar
Um frasco de Dewar (também conhecido como vaso de Dewar, garrafa de Dewar ou garrafa térmica) é um objeto projetado para fornecer um alto isolamento térmico, dificultando as trocas de calor com o meio externo. Este objeto foi construído pelo físico e químico escocês James Dewar, no século XIX, com o intuito de conservar soluções químicas em temperatura constante.
Quando enchido com um líquido quente ou frio, este frasco não permite que o calor escape ou entre facilmente, e o líquido permanecerá quente ou frio, respectivamente, por um longo tempo, muito mais do que em um recipiente comum.
O frasco de Dewar geralmente é feito de vidro ou metal e utiliza o princípio da dupla camada, ou seja, seria igual a uma garrafa menor dentro de outra maior, e estas duas seladas no mesmo gargalo. No espaço estreito entre elas existe algo próximo do vácuo, já que o ar é praticamente todo retirado, pois o vácuo impede a condução e a convecção do calor.
A superfície interna do frasco externo e a superfície externa do frasco interno têm um revestimento reflexivo, geralmente metálico ou similar, para impedir que o calor seja transmitido através de radiação.
Na teoria e idealmente falando, um frasco de Dewar poderia manter um determinado líquido em uma temperatura qualquer para sempre, sem que houvesse alterações, mas na prática isso não ocorre, pois de uma forma ou de outra ocorre alguma troca de calor.

## História

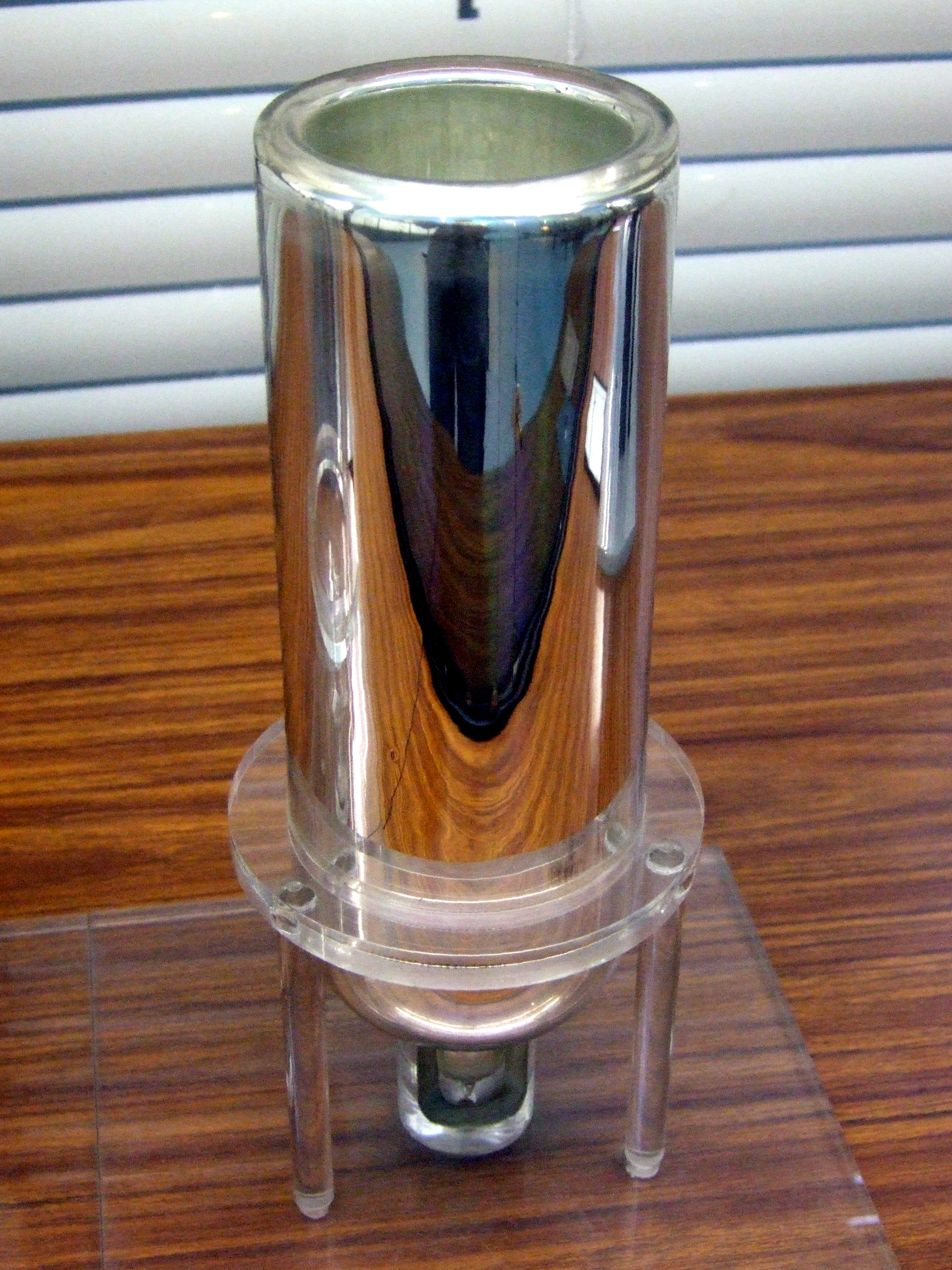
Frasco de Dewar, Deutsches Museum, Munique

O frasco de Dewar foi idealizado e inventado pelo cientista  escocês James Dewar em 1892. Surgiu como resultado de pesquisas no campo da criogenia. Ele fazia experimentos para determinar o calor específico do Paládio. Para isso, fez uma câmara de bronze envolvida por outra câmara, entre as duas ele retirou o ar criando uma espécie de vácuo parcial. Para evitar a irradiação, Dewar usou originalmente a prata para refletir os raios que emanam calor. Assim a transferência de energia ocorre quase que inteiramente pelo gargalo, que é geralmente feito de com algum isolante térmico. Isso mantinha soluções químicas na temperatura desejada. O frasco foi feito, mais tarde, com diversos materiais, os mais comuns são vidro e alumínio.
O projeto de Dewar foi transformado em um item comercial em 1904, quando dois alemães descobriram que ele poderia ser usado para conservar a temperatura de bebidas quentes ou frias. Dewar nunca patenteou seu invento, mas os homens que descobriram seu uso comercial sim, eles receberam os direitos sobre o produto e o comercializaram.
Em alguns países a garrafa térmica ainda é uma marca registrada, mas em muitos lugares é uma marca genérica pela popularidade do produto.

## Princípio de funcionamento

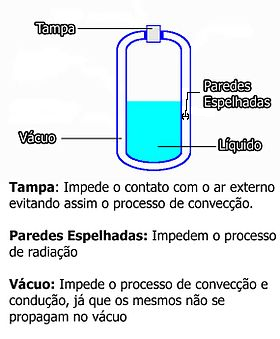
Esquema de funcionamento de um frasco de Dewar

Para o recipiente ser eficiente ele deve anular o máximo possível as trocas de calor, essas trocas ocorrem pela condução, convecção e radiação.
- Solução para a condução: Pela condução a transferência de calor se da pelo choque entre partículas que compõem o sistema, para isso as paredes do frasco interno são isolantes térmicos, dificultando a passagem do calor para o ar rarefeito entre os frascos e exterior.  Uma barreira ainda maior para a condução é o próprio ar rarefeito, ele impede que boa parte do calor do recipiente interno vá para o ambiente externo.
- Solução para a convecção: Pela convecção a troca de calor ocorre nos fluidos, ocasionada pela diferença de densidade dos componentes do sistema, para isso o ar é retirado entre os recipientes, o ar rarefeito que resta realiza as trocas de calor por convecção, mas de maneira muito reduzida.
- Solução para radiação: Pela radiação o calor é transferido sem que haja contato entre os corpos, se dá por ondas eletromagnéticas. Para evitar essa troca de calor, a parte interna da garrafa é espelhada, desta forma os raios infravermelhos emanados pela substancia dentro da garrafa serão refletidos e a temperatura no interior do recipiente se manterá constante.[1][2]

## Termodinâmica
A taxa de perda de calor (energia) através de um frasco de dewar pode ser analisada termodinamicamente, a partir da segunda relação TdS:
{\displaystyle TdS=dH-dP}
{\displaystyle T_{circ}\Delta S=mc_{p}\delta T-Vdp}
Assumindo que a pressão é constante durante todo o processo,
{\displaystyle T_{circ}\Delta S=c_{p}\left(T_{b'}-T_{c}\right)}
Rearranjando a equação em termos de temperatura da superfície do lado de fora da parede interior do frasco de dewar ,
{\displaystyle T_{b'}=T_{c}+{\frac {T_{circ}\Delta S}{c_{p}}}}
Onde:
- Tcirc é a temperatura do ar circulante
- ∆S é a variação de entropia específica de aço inoxidável
- cp é o calor específico do aço inoxidável
- Tc é a temperatura do líquido contido dentro da garrafa
- Tb' é a temperatura da superfície do lado de fora da parede interior da garrafa

Agora considere a expressão geral para a perda de calor devido à radiação :
{\displaystyle Q'_{0}=A\epsilon \sigma \left(T^{4}-T_{0}^{4}\right)}
No caso da garrafa térmica,
{\displaystyle Q'_{0}=A_{int}\epsilon _{s.s.}\sigma \left(T_{b}'^{4}-T_{circ}^{4}\right)}
Substituindo nossa expressão de antes por Tb',
{\displaystyle Q'_{0}=A_{int}\epsilon _{s.s.}\sigma \left[\left(T_{c}+{\frac {T_{circ}\Delta S}{c_{p}}}\right)^{4}-T_{circ}^{4}\right]}
Onde:
- Q'0 é a taxa de calor transferida por radiação através da porção de vácuo do frasco
- Aint é a área da superfície das paredes de fora do frasco
- εs.s. é a emissividade de aço inoxidável
- σ é a constante de Stefan–Boltzmann

Assumindo-se que a superfície exterior da parede interna e a superfície interna da parede externa do frasco são revestidas com prata polida para minimizar a perda de calor devida à radiação, pode-se dizer que a taxa de absorção de calor pela superfície interna do exterior parede é igual à absortividade da prata polidas vezes o calor irradiado pela superfície externa da parede interna,
{\displaystyle \alpha Q'_{0}=Q'_{int}}
A fim de que o equilíbrio de energia possa ser mantido, a perda de calor através da superfície exterior da parede exterior tem de ser igual ao calor absorvido pela superfície interna da parede exterior,
{\displaystyle Q'_{int}=Q'_{fora}}
Uma vez que a absortividade de prata polida é a mesma que a sua emissividade, podemos escrever
{\displaystyle Q'_{fora}=\epsilon _{s.s.}Q'_{0}}
Também se deve considerar a taxa de perda de calor através da tampa do frasco de vácuo (assumindo que é feita de polipropileno, um plástico comum), onde não existe um vácuo no interior do material. Nesta área, os três modos de transferência de calor de condução, convecção e radiação estão presentes. Portanto, a taxa de perda de calor através da tampa é,
{\displaystyle Q'_{tampa}=Q'_{cond}+Q'_{conv}+Q'_{rad}}
{\displaystyle Q'_{tampa}=kA_{tampa}\left({\frac {T_{b}-T_{circ}}{\Delta x}}\right)+hA_{tampa}\left(T_{b}-T_{circ}\right)+A_{tampa}\epsilon _{p.p.}\sigma \left[\left(T_{c}+{\frac {T_{circ}\Delta S_{p.p.}}{c_{p}^{p.p.}}}\right)^{4}-T_{circ}^{4}\right]}
Onde:
- k é a condutividade térmica do ar
- h é o coeficiente de transferência de calor por convecção do ar livre
- εp.p é a emissividade do polipropileno
- Alid é a área da superfície exterior da tampa
- cpp.p. é a capacidade do calor específico de polipropileno
- ∆Sp.p. representa a entropia específica de polipropileno
- ∆x é a distância a que ocorre a condução através do gradiente de temperatura

Temos agora uma expressão para a taxa total de perda de calor, que é a soma da taxa de perda de calor através das paredes do frasco e a taxa de perda de calor através da tampa,
{\displaystyle Q'_{total}=Q'_{fora}+Q'_{tampa}}
onde substituir cada uma das expressões para cada componente na equação.
A taxa de geração de entropia do presente processo pode também ser calculada, a partir do equilíbrio da entropia:
{\displaystyle \Delta S_{sistema}=S_{int}-S_{fora}+S_{ger}}
Escrevendo na forma de taxas,
{\displaystyle \Delta S'_{sistema}=S'_{int}-S'_{fora}+S'_{ger}}
Assumindo que é um processo de estado estacionário
{\displaystyle -\int {\frac {dQ'}{T_{circ}}}+S'_{ger}=0}
{\displaystyle S'_{ger}={\frac {Q'_{2}-Q'_{1}}{T_{circ}}}}
Uma vez que não há adição de calor ao sistema,
{\displaystyle S'_{ger}={\frac {Q'_{total}}{T_{circ}}}}

## Principais usos

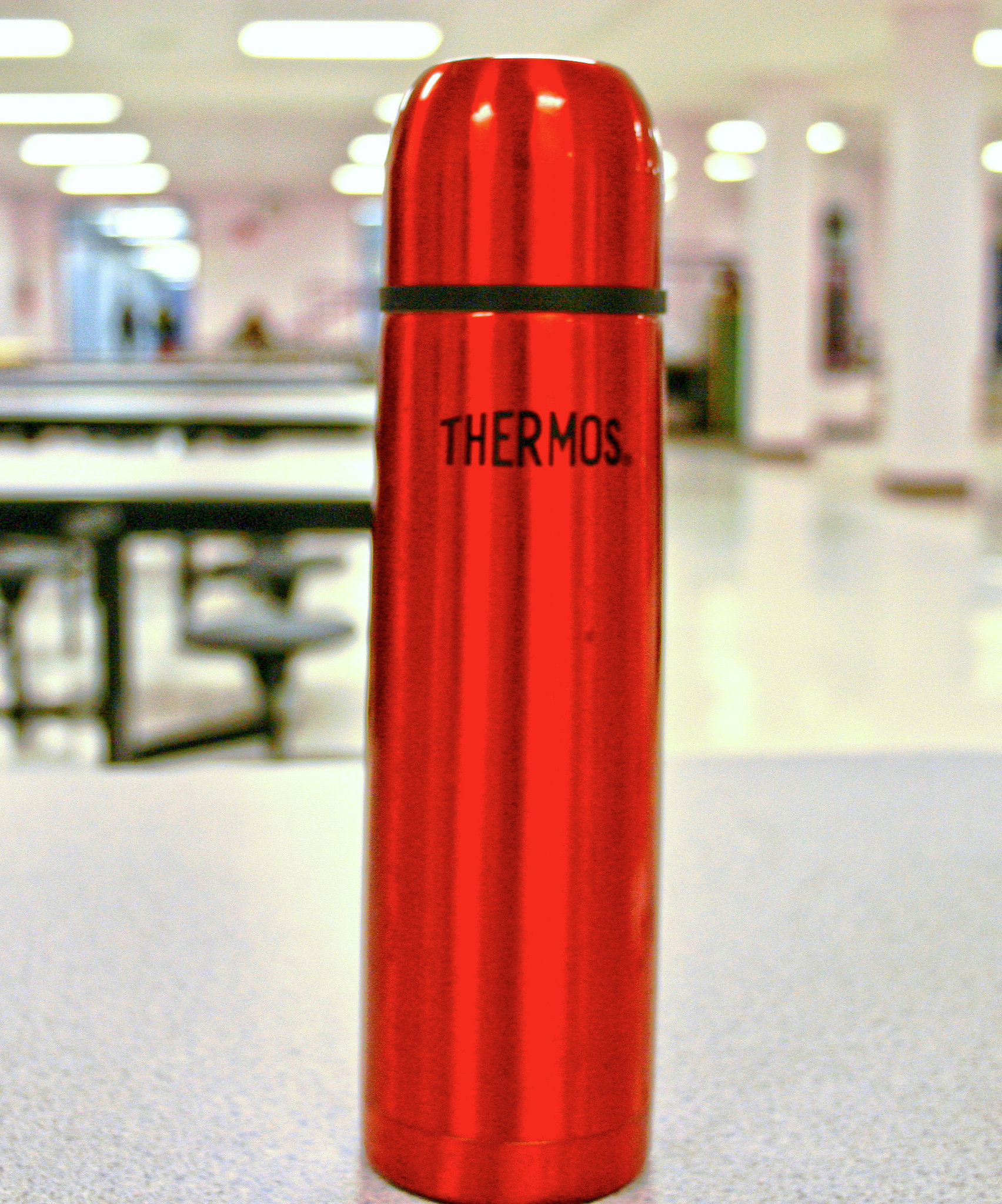
Garrafa térmica comum

- Doméstico: Garrafas térmicas são usadas para conservar a temperatura de, geralmente, líquidos a uma temperatura desejada e a pressão de 1 atmosfera, uma garrafa típica manterá um líquido quente por 8 horas e frio por cerca de 24 horas.
- Laboratorial e industrial: Em laboratórios e indústrias, os frascos de Dewar são frequentemente usados para armazenar gás líquidos, como oxigênio e nitrogênio, que necessitam de temperaturas baixíssimas, assim economizado a energia de manter um refrigerador em funcionamento constate.No caso dos gases líquidos, o escapamento do calor no interior extremamente frio do frasco é mínimo e resulta em uma ebulição lenta deles (nesse caso é necessário uma válvula de escape de pressão para evitar a destruição do frasco). A isolação térmica excelente faz com que os gases durem bastante tempo em estado líquido.

## Segurança
Garrafas térmicas estão em risco de implosão. Garrafas de vidro sob vácuo em particular podem se quebrar inesperadamente. Batidas, arranhões ou rachaduras podem ser um ponto de partida para o rompimento do frasco, especialmente quando a temperatura do frasco muda rapidamente. Garrafas com frasco de vidro interno estão geralmente dentro de um recipiente de metal ou plástico para auxiliar na manipulação, proteger de dano físico e para conter os fragmentos do vidro caso a garrafa quebre.
Os frascos de Dewar para armazenamento criogênico são geralmente pressurizados e podem explodir se as válvulas de alívio de pressão não são usadas.